# Csordás Lajos (újságíró)
Csordás Lajos (Lajosmizse, 1967. július 10.–) író, újságíró, városkutató.

## Élete, tanulmányai
Hatéves korától Pestszentlőrincen élt, majd Sopronban, a Roth Gyula erdészeti technikumban érettségizett. Az ELTE Tanárképző Főiskolai Kar (ELTE-TFK) szerzett diplomát magyar–történelem szakon. Felesége Bölcsics Márta irodalomtanár.

## Szakmai pályafutása
1992-től az Esti Hírlap kulturális rovatánál dolgozott, majd annak megszűnése után 1997-től a Népszabadság Budapest mellékletéhez került. A Budapest folyóiratba 2004 óta ír.  Számos várostörténeti tárgyú írása jelent meg, jelenleg a főváros műteremlakásainak történetéről írt sorozata olvasható a Budapest folyóiratban.

## Díjai, elismerései
- Fitz József-könyvdíj, 2003 (a Budapesti Krúdy-kalauzért)[2]
- Podmaniczky-díj, 2015

## Könyvei, publikációi
- Budapesti Krúdy-kalauz – Budapest, ahogy Krúdy látta (Bölcsics Máriával) Helikon Kiadó, 2002
- Molnár Ferenc, Elektra Kiadóház (Élet-kép sorozat), 2004
- Campus Budapest : univerzitás a város szövetében (társszerző) Budapesti Városvédő Egyesület, 2004
- Templomok – Budapest / Churches – Budapest (Lugosi Lugo László fotóival) Vince Kiadó, 2007
- Séták – Walks – A 6-os villamos vonalán (Kapolka Gáborral) – Vince Kiadó, 2008
- Krúdy Gyula a "Sárkányfejes" házban – Kemény Mária (szerk): Kismező, Nagymező, Broadway: várostörténeti tanulmányok, Műcsarnok, 2009
- Budapesti kapitali – Kiss Ilona (szerk): Budapest, 1990-2010 : egy szabad város 20 éve, Főpolgármesteri Hivatal, 2010